# Juan de Santa María Alonso y Valeria
Juan de Santa María Alonso de Valeria (Terrient, 1642 - Lleida, 1700) va ser un frare franciscà. Va ser bisbe de Solsona (1694-1699) i de Lleida (1699-1700).
Era frare franciscà de la reforma de Sant Pere d'Alcàntara. Vingué a l'orde a Santa Lucia di Monte, Nàpols, i arribà a ministre provincial i definidor general. Fou conseller de la Congregació de Ritus, qualificador de la Inquisició, teòleg i predicador de la casa reial i membre del consell reial.
Va ser comanador del priorat de canonges de la Col·legiata del Sant Sepulcre de Calataiud. El 1694 fou designat bisbe de Solsona. Va prendre possessió el 27 d'abril. El 1696 Carles II el nomenà ambaixador a Viena, a més d'ocupar-se d'altres negocis, essent molt estimat pels pontífexs i monarques. El 1699 fou escollit bisbe de Lleida, on entrà tres mesos abans de morir el desembre del 1700.